# Filip Jers
Pär Filip Jers, född 7 november 1986 i Lund, är en svensk musiker med munspel som huvudinstrument. 
Jers studerade, som den första munspelare någonsin, vid Kungliga Musikhögskolan i Stockholm 2006–2011, vilket resulterade i en masterexamen i munspel.  

## Priser och utmärkelser
- 2012 – Alice Babs Jazzstipendium[2]
- 2015 – Björn J:son Lindh-stipendiet[3]
- 2016 – Jazzkatten[4]
- 2016 – Årets album i folkmusik, Manifestgalan, Nalen[5]

## Diskografi
- 2011 – Spiro
- 2013 – Filip Jers Quartet
- 2015 – Plays Swedish Folk
- 2016 – Live at the Victoria (med Svante Sjöblom)
- 2019 – Gotland Jazz Trio & Filip Jers
- 2019 – Duet (med Emil Ernebro)
- 2022 – Plays Classical
- 2023 – In the Spirit of Toots (med Carl Bagge Trio)